# 허이두허드하즈구

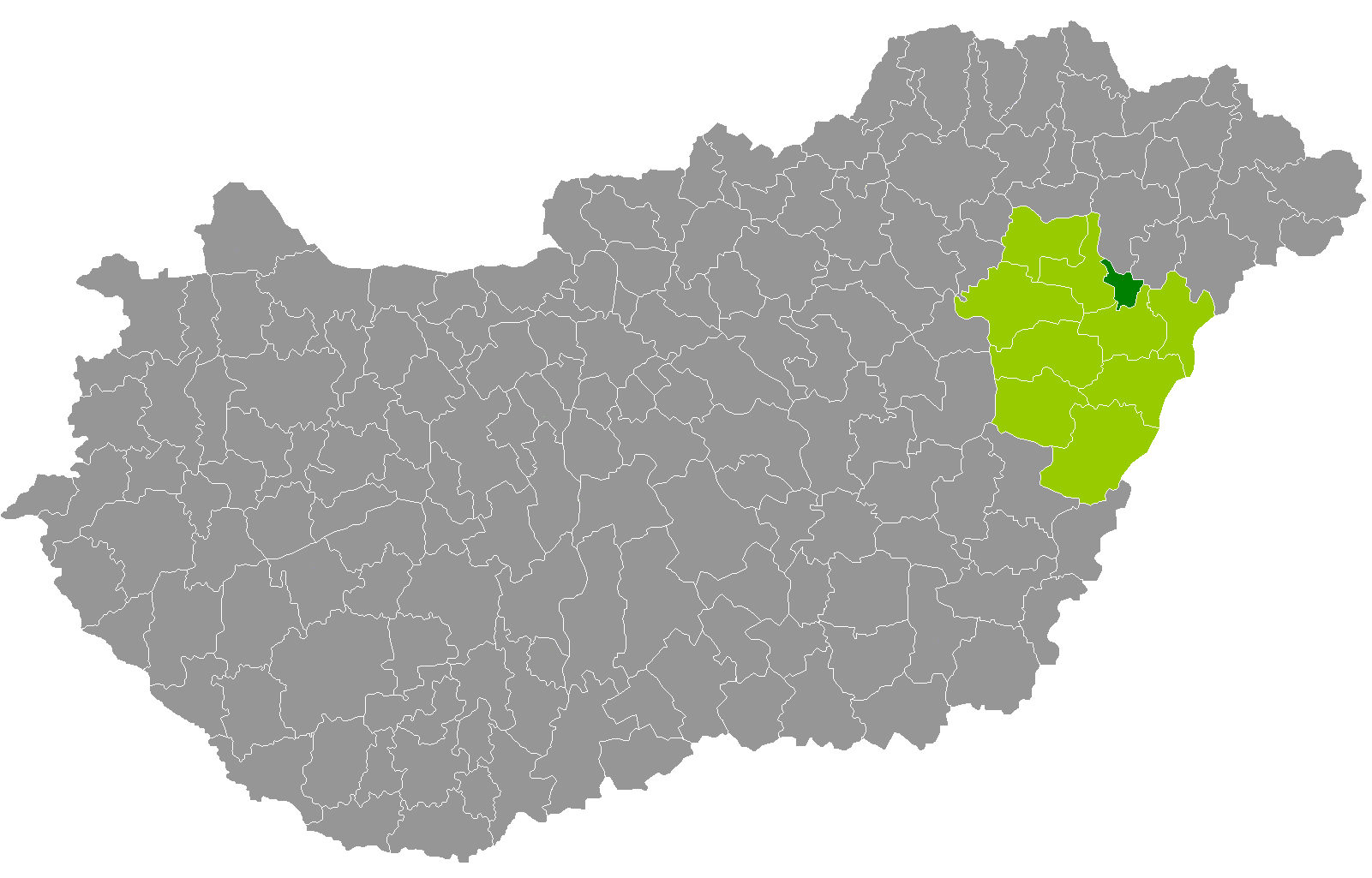
허이두비허르주 지도에 표시된 허이두허드하즈구의 위치

허이두허드하즈구(헝가리어: Hajdúhadházi járás)는 헝가리 허이두비허르주에 위치한 구로 구청 소재지는 허이두허드하즈이며 면적은 137.02km2, 인구는 22,183명(2011년 기준), 인구 밀도는 162명/km2이다.
북쪽으로는 서볼치서트마르베레그주 니레지하저구, 너지칼로구, 남쪽으로는 데브레첸구, 서쪽으로는 허이두뵈쇠르메니구와 접한다. 3개 지방 자치체(2개 시, 1개 마을)를 관할한다.

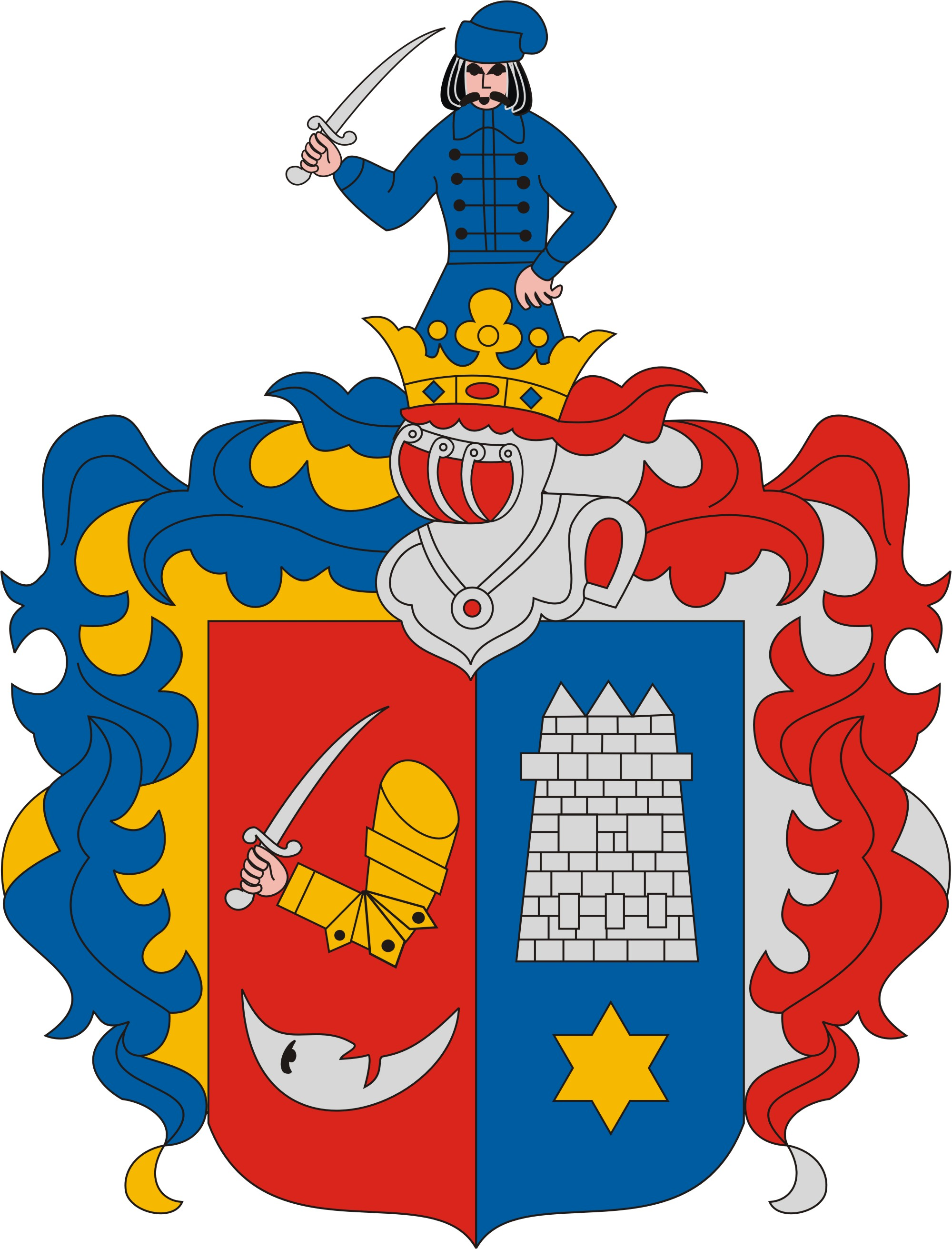
구 문장